# توقيت السعودية

موقع السعودية

التوقيت القياسي السعودي (بالإنجليزية: SAST)‏ هو التوقيت المستخدم في السعودية، وهو يوافق التوقيت (ت ع م+03:00)، ويحتسب من خط طول 45° شرق. ظلت السعودية تستخدم التوقيت العربي حيث تحتسب الساعات منتصف الليل عند الغروب حتى عام 1968 حيث تم استخدام المنطقة الزمنية القياسية الحالية لعدم الخلط واللبس بين الأجهزة الأخرى المستخدم في الدولة. لا تتبع السعودية التوقيت الصيفي.

## وصلات خارجية
الساعة الآن في السعودية.